# Manettia paramorum
Manettia paramorum är en måreväxtart som beskrevs av Julian Alfred Steyermark. Manettia paramorum ingår i släktet Manettia och familjen måreväxter. Inga underarter finns listade i Catalogue of Life.